# Петерсон, Рихард
Рихард Момме Петерсон (норв. Richard Momme Peterson; 9 марта 1884, Кристиания — 2 апреля 1967, Осло) — норвежский теннисист. Участник летних Олимпийских игр 1912 года.

## Биография
Рихард Петерсон родился 9 марта 1884 года в норвежском городе Кристиания (сейчас Осло).
Выступал в соревнованиях за теннисный клуб Кристиании.  Дважды становился чемпионом Норвегии: в 1911 году в одиночном разряде, в 1912 году вместе с Конрадом Лангордом — в парном разряде.
В 1912 году вошёл в состав сборной Норвегии на летних Олимпийских играх в Стокгольме. В одиночном разряде в 1/32 финала без борьбы победил Отто Релли из Австрии, в 1/16 финала не вышел на корт против Ладислава Жемлы из Богемии. В парном разряде вместе с Конрадом Лангордом в 1/16 финала без борьбы победили Рудольфа Бертранда и Курта фон Весселы из Австрии, в 1/8 финала проиграли Ладиславу Жемле и Ярославу Юсту из Богемии — 1:6, 2:6, 4:6.
Умер 2 апреля 1967 года в Осло.